# 方奕輝
方奕輝，QPM，CPM[?]（1915年11月1日—1997年6月27日），香港高級警官，1938年至1970年任職於香港警務處，職級至總警司。
方奕輝1938年加入香港警務處任職副督察，1953年6月晉升為督察，早年曾任警察學堂教官，並於1948年負責籌設鐵路警察，1950年和1958年先後獲警隊保送往英國深造。在警隊任職多年的方奕輝曾任警察訓練學校校長，另於1965年偵破「黐鬚盜案」。晉升為總警司後，他在警隊交通部、警察公共關係科和香港島區歷任要職，至1970年退休。
方奕輝在警隊歷史上創下多個「第一」，因為他在1954年1月、1954年12月、1957年12月、1966年4月和1968年4月分別成為首名獲晉升為總督察、助理警司、警司、高級警司和總警司的華人。方奕輝在警隊任職期間的工作得到肯定，屢獲英廷授勳。退休後，他移民到加拿大溫哥華生活，並在當地去世。

## 生平

### 早年生涯
方奕輝1915年11月1日生於香港，早年受教於華仁書院。1938年9月，他加入香港警務處受聘為副督察；數年後，太平洋戰爭及香港保衛戰在1941年12月爆發，同年12月25日香港淪陷，他在警隊的服務被迫中止。雖然如此，由於方奕輝在戰時曾協助英方抗敵，所以他在1945年香港重光後分別獲得英廷頒授1939年至1945年星章、太平洋星章、國防獎章和1939年至1945年大戰獎章。

### 警務生涯
1945年香港重光後，方奕輝作為副督察，他旋即重返警隊協助重整警隊工作，並於1945年至1948年間擔任警察學堂教官，短短3年間親手培訓約2,000名學警，更於1947年獲得時任香港總督楊慕琦爵士嘉許。1948年，他獲指派籌設鐵路警察，同時擔任鐵路警察指揮官，對鐵路警察的早期運作奠下基礎。方奕輝其後調往新界，於大埔警署服務，復於1950年6月獲英廷頒授殖民地警察勞績獎章（C.P.M.），其後又於1953年6月獲得英女皇伊利沙伯二世加冕獎章。
1950年9月，方奕輝與另一華人警官獲警隊挑選，保送往英國倫敦市郊的亨頓警察學院接受為期六個月的警務培訓，1951年學成返港後於九龍任職。兩年後，他於1953年通過內部考試，於同年6月晉升為督察，旋於兩個月後獲委任為署理總督察，於筲箕灣警區任職。1954年1月，他進一步實任總督察，成為香港警隊成立過百年來首位華人總督察。

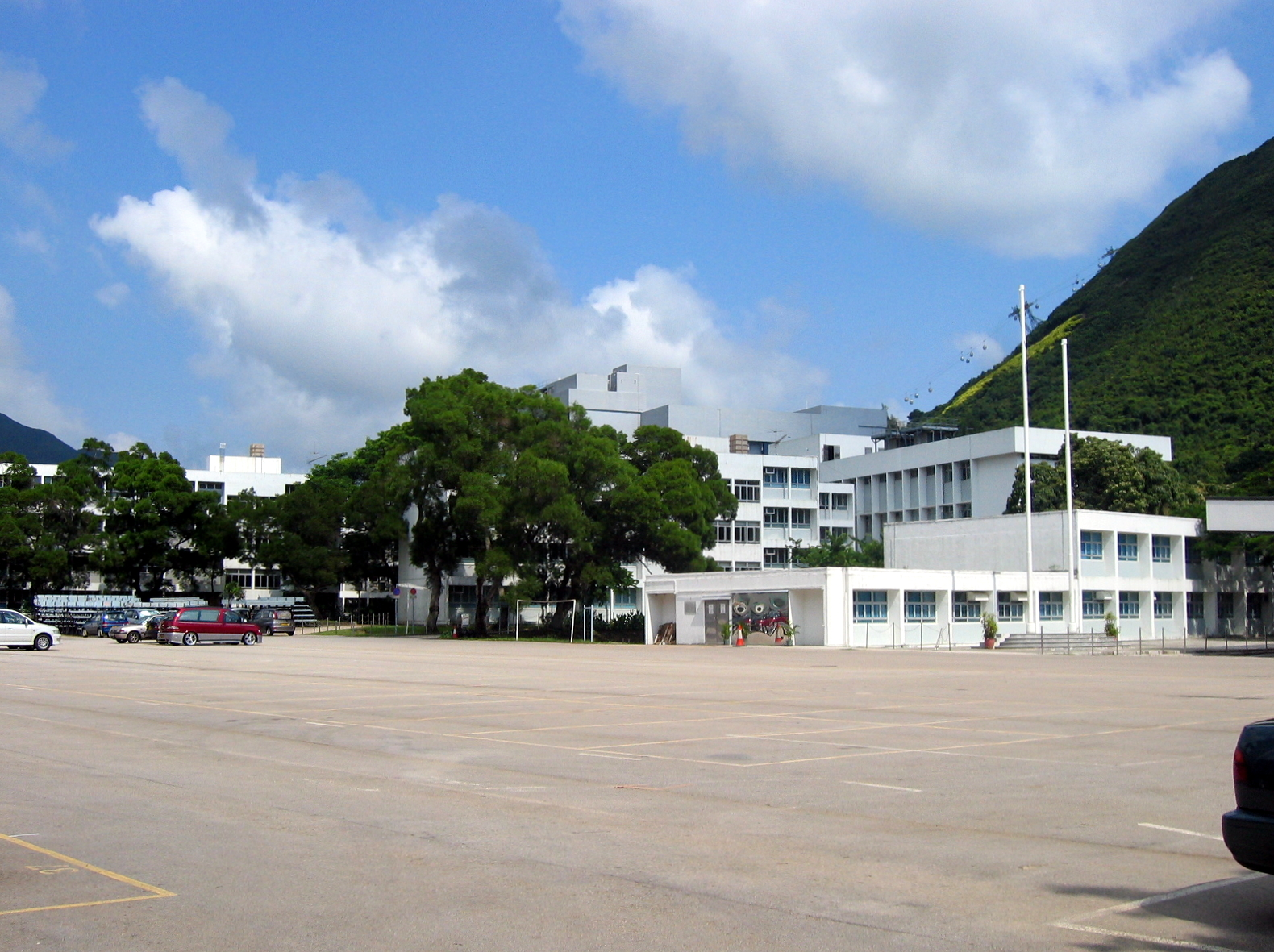
方奕輝曾任警察訓練學校（香港警察學院前身）校長

1954年12月，方奕輝又成為首位晉升為助理警司的華人，起初任職於九龍城警署；及後又歷任西區和九龍城分區指揮官等職。期間，他屢獲撰升，除了在1956年6月4日獲港府奉委官守太平紳士以外，又於1957年12月成為首位華人警司。1958年9月，方奕輝第二度獲警隊保送往英國，於華威郡鄧斯莫爾-萊頓（Ryton-on-Dunsmore）的國家警察學院（National Police College）參與為期11週的高級訓練班，隨後轉往瑞士和法國考察當地警政，到1959年返港。
1963年12月，方奕輝出任東區警署警司，任內即於短時間內偵破轟動一時的「黐鬚盜案」。案件首先發生於1963年12月19日，中環告羅士打行一名巴基斯坦籍守衛被身份不明的華籍男子奪去獵槍；同月29日晚，渣甸山谷柏道一名警員巡邏時，被人以獵槍指嚇，迫令交出佩槍；隨後在1964年1月1日晚和1月5日晚，銅鑼灣政府大球場一名的士司機和同區大丸百貨餐廳也分別遇劫。由於相信各案由同一人所為，再加上有證人形容行劫者犯案時戴上假的鬍鬚，所以被稱為「黐鬚盜案」。案件當時引起警方的高度關注，時任警務處助理處長伊達善更召開記者會向外交代案情。經過方奕輝主持調查後，警方閃電破案，於1月6日清晨在灣仔拘捕一名居於大浪灣村的24歲無業男子劉覺霖歸案，並結論行劫者是獨自策劃下行事。
1963年底，方奕輝出任位於香港仔黃竹坑的警察訓練學校校長，並於1966年4月晉升為首位華人高級警司。在任內，他於六七暴動期間負責展開特別招募工作，確保警隊擁有足夠警力維持治安，以應對左派滋事份子一系列破壞社會秩序的行動。不過，當時的左派報章卻斥罵他為「漢奸」，更重提他當年擔任總督察的時候，曾經在1954年帶隊拘捕派發工會傳單的左派電車工人，對他加以抨擊。儘管如此，為了肯定他多年來在警隊的表現，他於1967年6月進一步獲英廷頒授女皇警察獎章（Q.P.M.）。
方奕輝後來曾任職交通部，並曾於1967年9月短暫以署理總警司身份擔任交通部總警司，主管交通管制事務。1968年4月，他正式成為首位華人總警司，是當時警隊內擔任最高職級的華籍警務人員。方奕輝後來於1969年7月短暫調任為警察公共關係科總警司，到同年10月轉任港島區副指揮官，一直到1970年11月滿55歲以總警司職級退休為止。方奕輝加入警隊前後32年，創下多個「第一」的紀錄，退休前夕，他特別獲警隊邀請到他曾任校長多年的警察訓練學校檢閱學警結業，獲得時任警務處處長薛畿輔陪同。

### 晚年生涯
退出警隊後，方奕輝過著低調的退休生活，他後來舉家移民加拿大，定居溫哥華，1997年6月27日在當地逝世，終年81歲，身後安葬於溫哥華的谷景紀念花園（Valley View Memorial Gardens）。

## 個人生活
任職警隊期間，方奕輝於1957年娶Tse Kay-do為妻。方奕輝於1958年至1959年間獲警隊補送往英國深造時，其夫人也陪同前往。方奕輝夫人也有姊妹居於美國德薩斯州。

## 榮譽

### 殊勳
- 以下列出榮譽全稱及縮寫：^ 
  - 1939年至1945年星章[5]
  - 太平洋星章[5]
  - 國防獎章[5]
  - 1939年至1945年大戰獎章[5]
  - 港督嘉許 （1947年[1][4]）
  - 殖民地警察勞績獎章（C.P.M.） （1950年6月英皇壽辰授勳名單[7]）
  - 英女皇伊利沙伯二世加冕獎章 （1953年6月2日[1][4]）
  - 官守太平紳士 （1956年6月4日[11]）
  - 女皇警察獎章（Q.P.M.） （1967年6月英女皇壽辰授勳名單[18]）

### 頭銜
- 方奕輝 （Fong Yik-fai, Henry，1915年11月1日－1950年6月）
- 方奕輝，CPM （Fong Yik-fai, Henry, CPM，1950年6月－1956年6月4日）
- 方奕輝，CPM，JP （Fong Yik-fai, Henry, CPM, JP，1956年6月4日－1967年6月）
- 方奕輝，QPM，CPM，JP （Fong Yik-fai, Henry, QPM, CPM, JP，1967年6月－1970年11月）
- 方奕輝，QPM，CPM （Fong Yik-fai, Henry, QPM, CPM，1970年11月－1997年6月27日）

## 注腳
1. 1 2 3 4 5 6 7 8 9 10 11 12  〈方奕輝任總督察〉（1954年1月13日）
2. 1 2  "Henry Yik Fai Fong" (retrieved on 4 November 2014)
3. ↑  The Colonial Office List (1966), p.227.
4. 1 2 3 4 5 6 7  "OBITUARY: HENRY FONG YIK-FAI 1915 - 1997" (July 16 to July 29 1997)
5. 1 2 3 4 5  "HKP Sen. Supt. FONG Yik Fai" (retrieved on 4 November 2014)
6. 1 2 3  "The Police Review 1951" (March 1952), p.21.
7. 1 2  "Supplement to Issue 38929", London Gazette, 2 June 1950, p.2807.
8. 1 2 3 4 5 6  "The Force's "firsts"" (18 February to 2 March 2004)
9. ↑  〈港府公佈委令：方奕輝榮陞署任副警司〉（1954年12月25日）
10. ↑  "Chatter from the Stations" (Autumn 1956), p.51.
11. 1 2  岑維休（1971年），第十篇頁一零八。
12. 1 2 3  〈華人警司方奕輝考察歐美昨返港〉（1959年3月14日）
13. 1 2  〈高級警司黃永賢被免職〉（1963年12月19日）
14. 1 2 3 4  〈黐鬚疑盜今提堂〉（1964年1月7日）
15. 1 2  〈就谷柏道警員被劫佩槍事，警方昨晚招待記者〉（1963年12月30日）
16. 1 2  〈市民應徵警員踴躍〉（1967年6月20日）
17. ↑  〈五四年港英支持「莊式」除人，漢奸方奕輝帶隊拉人〉（1967年6月24日）
18. 1 2  "Supplement to Issue 44326 （页面存档备份，存于）", London Gazette, 2 June 1967, p.6300.
19. ↑  〈李福善署理副按察司、方奕輝署理總警司〉（1967年9月30日）
20. ↑  〈總警司方奕輝任警察公共關係主管〉（1969年7月15日）
21. ↑  〈署理總警司武毅主持公眾關係科〉（1969年10月22日）
22. 1 2  〈方奕輝總警司檢閱學警結業〉（1970年5月3日）
23. ↑  "News of the Force" (Autumn 1957), p.46.

### 英文資料
- "The Police Review 1951", The Hong Kong Police Magazine Vol 2 No 1, March 1952.
- "Chatter from the Stations", The Hong Kong Police Magazine Vol VI No 3, Autumn 1956.
- "News of the Force", The Hong Kong Police Magazine Vol 7 No 3, Autumn 1957.
- The Colonial Office List. Great Britain: H.M. Stationery Office, 1966.
- "OBITUARY: HENRY FONG YIK-FAI 1915 - 1997 （页面存档备份，存于）", OffBeat Issue 611. Hong Kong: Hong Kong Police Force, July 16 to July 29 1997.
- "The Force's "firsts" （页面存档备份，存于）", OffBeat Issue 769. Hong Kong: Hong Kong Police Force, 18 February to 2 March 2004.
- "HKP Sen. Supt. FONG Yik Fai[永久]", old.Gwulo.com, retrieved on 4 November 2014.
- "Henry Yik Fai Fong （页面存档备份，存于）", Fina A Grave, retrieved on 4 November 2014.

### 中文資料
- 〈方奕輝任總督察〉，《香港工商日報》第五頁，1954年1月13日。
- 〈港府公佈委令：方奕輝榮陞署任副警司〉，《香港工商日報》第六頁，1954年12月25日。
- 〈華人警司方奕輝考察歐美昨返港〉，《香港工商日報》第六頁，1959年3月14日。
- 〈高級警司黃永賢被免職〉，《香港工商日報》第七頁，1963年12月19日。
- 〈就谷柏道警員被劫佩槍事，警方昨晚招待記者〉，《大公報》第一張第四版，1963年12月30日。
- 〈黐鬚疑盜今提堂〉，《大公報》第一張第四版，1964年1月7日。
- 〈市民應徵警員踴躍〉，《華僑日報》第二張第一頁，1967年6月20日。
- 〈五四年港英支持「莊式」除人，漢奸方奕輝帶隊拉人〉，《大公報》第三張第九版，1967年6月24日。
- 〈李福善署理副按察司、方奕輝署理總警司〉，《香港工商日報》第五頁，1967年9月30日。
- 〈總警司方奕輝任警察公共關係主管〉，《華僑日報》第一張第四頁，1969年7月15日。
- 〈署理總警司武毅主持公眾關係科〉，《香港工商日報》第六頁，1969年10月22日。
- 〈方奕輝總警司檢閱學警結業〉，《華僑日報》第二張第二頁，1970年5月3日。
- 岑維休主編，《香港年鑑》。香港：華僑日報，1971年。

## 外部連結
- 香港警務處 （页面存档备份，存于）